# Ukrán labdarúgó-válogatott
Az ukrán labdarúgó-válogatott Ukrajna nemzeti labdarúgó-csapata, amelyet az ukrán labdarúgó-szövetség (ukránul: Федерація Футболу України, magyar átírásban: Federacija Futbolu Ukrajini) irányít. Ukrajna a Szovjetuniótól való függetlenné válás utáni első mérkőzését 1992. április 22-én játszotta Magyarország ellen, melyen 3–1-es vereséget szenvedett.
Első világbajnoki szereplésükre 2006-ban került sor, ekkor a negyeddöntőig jutottak. Ez az ukrán válogatott eddigi legnagyobb sikere. A 2012-es Európa-bajnokságnak Lengyelországgal közösen adtak otthont. A 2016-os Eb-re pótselejtező után sikerült kijutniuk. Korábban öt alkalommal is elveszítették a pótselejtezőt, ezért maradtak le az 1998-as, 2002-es, 2010-es és 2014-es világbajnokságról, illetve a 2000-es Európa-bajnokságról.
Hazai mérkőzéseiket leggyakrabban a kijevi Olimpiai Stadionban rendezik.

## A válogatott története

### A kezdetek (1992–2004)
A Szovjetunió felbomlása után hamarosan megalakult az Ukrán labdarúgó-szövetség és a válogatott. Első mérkőzésüket 1992. április 29-én játszották Ungváron Magyarország ellen.
Az 1994-es Egyesült Államokban rendezett világbajnokság selejtezőire még nem nevezett az Ukrán labdarúgó-szövetség. Az első megmérettetésükre az 1996-os Eb selejtezőiben került sor. Ekkor a csoportjuk negyedik helyén végeztek Horvátország, Olaszország és Litvánia mögött. Az 1998-as világbajnokságra már jobban felkészültek az ukránok. A csoportjukban  Portugáliát sikerült maguk mögé utasítani, aminek köszönhetően Németország mögött pótselejtezős helyen végeztek. A pótselejtezőben Horvátország volt az ellenfél. Az első mérkőzésre 1997. október 29-én került sor Zágrábban a Maksimir Stadionban, melyet a hazaiak Slaven Bilić és Goran Vlaović góljaival 2–0 arányban megnyertek. A visszavágót 1997. november 15-én rendezték Kijevben az Olimpiai Stadionban. Az ukránok Andrij Sevcsenko találatával gyorsan vezetést szereztek, de a horvátoknak sikerült egyenlíteniük Alen Bokšić révén. A végeredmény 1–1 lett, ami azt jelentette, hogy 3–1-es összesítéssel a horvátok jutottak ki a világbajnokságra. A 2000-es Európa-bajnokság selejtezőinek 4. csoportjában Franciaország mögött, Oroszországot 1 ponttal megelőzve a második helyen végeztek. A pótslejtezőben Szlovénia ellen léptek pályára. Az első mérkőzést 1999. november 13-án rendezték Ljubljanában, melyet a szlovénok 2–1-re megnyertek. A szlovénok részéről Zlatko Zahovič és Milenko Ačimovič, az ukránokéról Andrij Sevcsenko volt eredményes. A visszavágóra 1999. november 17-én került sor Kijevben. Az ukránok Szerhij Rebrov góljával szereztek vezetést, amit Miran Pavlin egyenlített ki. Az eredmény már nem változott és Szlovénia jutott ki az Európa-bajnokságra.
A 2002-es világbajnokság selejtezőiben Lengyelország mögött a második helyet szerezték meg az ukránok, ami azt jelentett, hogy zsinórba harmadik pótselejtezőjükre készülhettek. Ezúttal Németország volt az ellenfél és az első mérkőzésen, 2001. november 10-én 1–1-re végeztek a felek. A visszavágón 2001. november 14-én 4–1-es német győzelem született. Michael Ballack, Oliver Neuville és Marko Rehmer góljaira Andrij Sevcsenko válaszolt. Ukrajna ismét lemaradt egy nagy tornáról.
A 2004-es Európa-bajnokság selejtezőinek 6. csoportjában Görögország és Spanyolország mögött a harmadik helyen végeztek.

### 2006-os világbajnoki szereplés

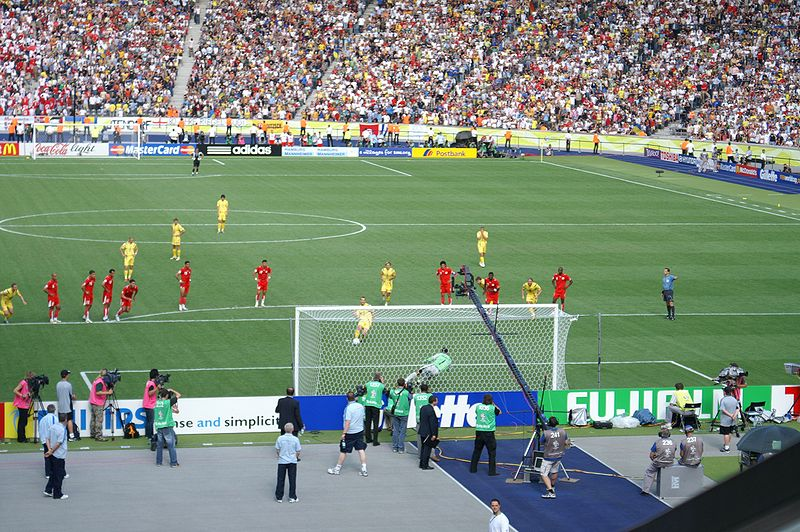
Ukrajna-Tunézia mérkőzés a 2006-os világbajnokságon (Sevcsenko büntetőt lő)

Az ukrán válogatott a H csoportba került Spanyolországgal, Tunéziával, és Szaúd-Arábiával.
Az első mérkőzésen 4–0-s vereséget szenvedtek Spanyolországgal szemben, ezért Oleh Blohin taktikát változtatott: a 4-4-2-es hadrendről áttért a 3-5-2-esre, amellyel megerősítette mind a védelmet, mind a középpályát. Az első mérkőzés kudarcát Szaúd-Arábia elleni 4–0-s, majd a Tunézia elleni 1–0-s győzelmekkel orvosolták.
A nyolcaddöntőben Svájc ellen játszottak. Ukrajna a 0–0-s végeredményt követően tizenegyespárbajjal jutott tovább, a legjobb nyolc között azonban a későbbi világbajnok Olaszország ellen 3–0-s vereséggel búcsúzott.

### A világbajnokság után

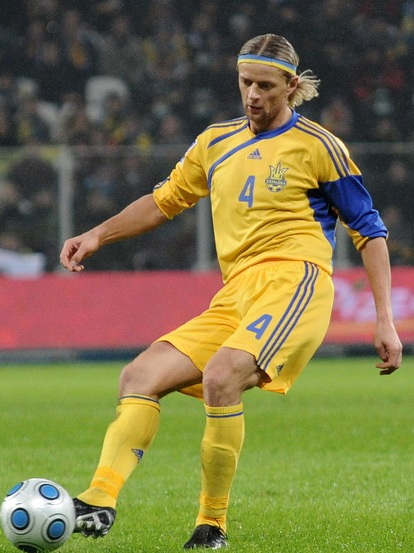
Anatolij Timoscsuk 2009-ben

2007 április 18-án eldőlt, hogy a 2012-es labdarúgó-Európa-bajnokság házigazdája Ukrajna lesz Lengyelországgal közösen. Mindez azt jelentette, hogy Ukrajna selejtezők nélkül automatikusan résztvevője volt a tornának.
A 2008-as Európa-bajnokság selejtezőinek B csoportjában a negyedik helyen végeztek. A 2010-es világbajnokság selejtezőinek 6. csoportjában Anglia mögött a második helyen zártak, ami pótselejtezőt ért. Az ellenfél Görögország volt. Az első mérkőzésen 0–0-s döntetlen született Athénban, az Olimpiai Stadionban. A visszavágón Dimítrisz Szalpingídisz góljával 1–0-ra győztek a görögök Doneckben, a Donbasz Arénában.

### 2012-es Európa-bajnokság

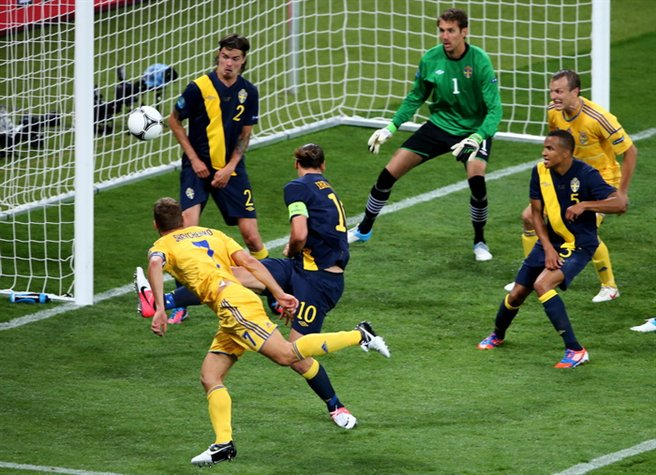
Sevcsenko gólt fejel Svédország ellen

Ukrajna rendezőként automatikusan résztvevője volt a 2012-es labdarúgó-Európa-bajnokságnak. A sorsolást követően a D csoportba kerültek Anglia, Franciaország és Svédország társaságában. Első mérkőzésükön 2–1-re legyőzték Svédországot Kijevben. Franciaország ellen 2–0-s vereséget szenvedtek. A pályára zúduló nagy mennyiségű eső miatt közel egy óráig állt a játék Angliától 1–0-ra kaptak ki az utolsó mérkőzésükön és kiestek.

### 2014-es világbajnokság
A 2014-es világbajnokság selejtezőinek H csoportjában akárcsak négy éve ismét Anglia mögött végeztek a második helyen. A pótselejtezőben Franciaország ellen léptek pályára. Az első találkozón Roman Zozulja és Andrij Jarmolenko góljaival 2–0-s előnyt szereztek a visszavágóra. A második mérkőzésen Franciaország 3–0 arányban győzött és így 3–2-es összesítéssel jutott ki a világbajnokságra.

### 2016-os Európa-bajnokság
A 2016-os Európa-bajnokság selejtezőinek C csoportjában Fehéroroszország, Luxemburg, Macedónia, Spanyolország és Szlovákia mellé kapott besorolást. Végül a csoport harmadik helyét szerezték meg, ami pótselejtezőt ért, melyen Szlovénia ellen kellett megmérkőzniük. Az első találkozót 2–0 arányban megnyerték, a visszavágó 1–1-es döntetlennel zárult, ami azt jelentette, hogy történetük első pótselejtező párharcát nyerték meg. Korábban öt alkalommal is vesztesen hagyták el a pályát.
Az Eb-n a C csoportba kerültek Észak-Írország, Lengyelország és Németország társaságában. Első mérkőzésükön 2–0-s vereséget szenvedtek Németország ellen. Észak-Írországtól szintén 2–0-ra kaptak ki, ami azt jelentette, hogy a harmadik mérkőzés eredményétől függetlenül már nem juthattak tovább. Az utolsó mérkőzés délelőttjén Mihajlo Fomenko szövetségi kapitány bejelentette, hogy lemond szövetségi kapitányi posztjáról és a lengyelek elleni lesz az utolsó mérkőzése. Lengyelország ellen 1–0-s vereséget szenvedtek, így rúgott gól nélkül búcsúztak a tornától.

### 2018-as világbajnokság
A 2018-as világbajnokság selejtezőinek I csoportjában Finnország,  Horvátország,  Izland, Koszovó és Törökország mellett szerepelt egy csoportban.
2016. július 16-án bejelentették, hogy a korábban aranylabdás és Mihajlo Fomenko segítőjeként dolgozó Andrij Sevcsenko lett az új szövetségi kapitány.

## Nemzetközi eredmények

### Világbajnokság
| Világbajnokság | Világbajnokság            | Világbajnokság            | Világbajnokság            | Világbajnokság            | Világbajnokság            | Világbajnokság            | Világbajnokság            | Világbajnokság            | Világbajnokság            | Selejtezők                | Selejtezők                | Selejtezők                | Selejtezők                | Selejtezők                | Selejtezők                | Selejtezők                |
| Év             | Eredmény                  | H.                        | M                         | Gy                        | D                         | V                         | G+                        | G–                        | Keret                     | H.                        | M                         | Gy                        | D                         | V                         | G+                        | G–                        |
| -------------- | ------------------------- | ------------------------- | ------------------------- | ------------------------- | ------------------------- | ------------------------- | ------------------------- | ------------------------- | ------------------------- | ------------------------- | ------------------------- | ------------------------- | ------------------------- | ------------------------- | ------------------------- | ------------------------- |
| 1930–1990      | A Szovjetunió része volt. | A Szovjetunió része volt. | A Szovjetunió része volt. | A Szovjetunió része volt. | A Szovjetunió része volt. | A Szovjetunió része volt. | A Szovjetunió része volt. | A Szovjetunió része volt. | A Szovjetunió része volt. | A Szovjetunió része volt. | A Szovjetunió része volt. | A Szovjetunió része volt. | A Szovjetunió része volt. | A Szovjetunió része volt. | A Szovjetunió része volt. | A Szovjetunió része volt. |
| 1994           | nem indult                | nem indult                | nem indult                | nem indult                | nem indult                | nem indult                | nem indult                | nem indult                | nem indult                | nem indult                | nem indult                | nem indult                | nem indult                | nem indult                | nem indult                | nem indult                |
| 1998           | nem jutott ki             | nem jutott ki             | nem jutott ki             | nem jutott ki             | nem jutott ki             | nem jutott ki             | nem jutott ki             | nem jutott ki             | nem jutott ki             | 2.                        | 12                        | 6                         | 3                         | 3                         | 11                        | 9                         |
| 2002           | nem jutott ki             | nem jutott ki             | nem jutott ki             | nem jutott ki             | nem jutott ki             | nem jutott ki             | nem jutott ki             | nem jutott ki             | nem jutott ki             | 2.                        | 12                        | 4                         | 6                         | 2                         | 15                        | 13                        |
| 2006           | Negyeddöntő               | 8.                        | 5                         | 2                         | 1                         | 2                         | 5                         | 7                         | Keret                     | 1.                        | 12                        | 7                         | 4                         | 1                         | 18                        | 7                         |
| 2010           | nem jutott ki             | nem jutott ki             | nem jutott ki             | nem jutott ki             | nem jutott ki             | nem jutott ki             | nem jutott ki             | nem jutott ki             | nem jutott ki             | 2.                        | 12                        | 6                         | 4                         | 2                         | 21                        | 7                         |
| 2014           | nem jutott ki             | nem jutott ki             | nem jutott ki             | nem jutott ki             | nem jutott ki             | nem jutott ki             | nem jutott ki             | nem jutott ki             | nem jutott ki             | 2.                        | 12                        | 7                         | 3                         | 2                         | 30                        | 7                         |
| 2018           | nem jutott ki             | nem jutott ki             | nem jutott ki             | nem jutott ki             | nem jutott ki             | nem jutott ki             | nem jutott ki             | nem jutott ki             | nem jutott ki             | 3.                        | 10                        | 5                         | 2                         | 3                         | 13                        | 9                         |
| 2022           | nem jutott ki             | nem jutott ki             | nem jutott ki             | nem jutott ki             | nem jutott ki             | nem jutott ki             | nem jutott ki             | nem jutott ki             | nem jutott ki             | 2.                        | 10                        | 3                         | 6                         | 1                         | 14                        | 10                        |
| 2026           | később                    | később                    | később                    | később                    | később                    | később                    | később                    | később                    | később                    | később                    | később                    | később                    | később                    | később                    | később                    | később                    |
| Összesen       |                           | 1/8                       | 5                         | 2                         | 1                         | 2                         | 5                         | 7                         | –                         | Összesen                  | 80                        | 38                        | 28                        | 14                        | 122                       | 62                        |

### Európa-bajnokság
Egészben vagy részben hazai rendezésű
| Európa-bajnokság | Európa-bajnokság                   | Európa-bajnokság                   | Európa-bajnokság                   | Európa-bajnokság                   | Európa-bajnokság                   | Európa-bajnokság                   | Európa-bajnokság                   | Európa-bajnokság                   | Európa-bajnokság                   | Selejtezők                         | Selejtezők                         | Selejtezők                         | Selejtezők                         | Selejtezők                         | Selejtezők                         | Selejtezők                         |        |
| Év               | Eredmény                           | H.                                 | M                                  | Gy                                 | D                                  | V                                  | G+                                 | G–                                 | Keret                              | H.                                 | M                                  | Gy                                 | D                                  | V                                  | G+                                 | G–                                 |        |
| ---------------- | ---------------------------------- | ---------------------------------- | ---------------------------------- | ---------------------------------- | ---------------------------------- | ---------------------------------- | ---------------------------------- | ---------------------------------- | ---------------------------------- | ---------------------------------- | ---------------------------------- | ---------------------------------- | ---------------------------------- | ---------------------------------- | ---------------------------------- | ---------------------------------- | ------ |
| 1960–1992        | A Szovjetunió és a FÁK része volt. | A Szovjetunió és a FÁK része volt. | A Szovjetunió és a FÁK része volt. | A Szovjetunió és a FÁK része volt. | A Szovjetunió és a FÁK része volt. | A Szovjetunió és a FÁK része volt. | A Szovjetunió és a FÁK része volt. | A Szovjetunió és a FÁK része volt. | A Szovjetunió és a FÁK része volt. | A Szovjetunió és a FÁK része volt. | A Szovjetunió és a FÁK része volt. | A Szovjetunió és a FÁK része volt. | A Szovjetunió és a FÁK része volt. | A Szovjetunió és a FÁK része volt. | A Szovjetunió és a FÁK része volt. | A Szovjetunió és a FÁK része volt. |        |
| 1996             | nem jutott ki                      | nem jutott ki                      | nem jutott ki                      | nem jutott ki                      | nem jutott ki                      | nem jutott ki                      | nem jutott ki                      | nem jutott ki                      | nem jutott ki                      | 4.                                 | 10                                 | 4                                  | 1                                  | 5                                  | 11                                 | 15                                 |        |
| 2000             | nem jutott ki                      | nem jutott ki                      | nem jutott ki                      | nem jutott ki                      | nem jutott ki                      | nem jutott ki                      | nem jutott ki                      | nem jutott ki                      | nem jutott ki                      | 2. (pótselejtező)                  | 12                                 | 5                                  | 6                                  | 1                                  | 16                                 | 7                                  |        |
| 2004             | nem jutott ki                      | nem jutott ki                      | nem jutott ki                      | nem jutott ki                      | nem jutott ki                      | nem jutott ki                      | nem jutott ki                      | nem jutott ki                      | nem jutott ki                      | 3.                                 | 8                                  | 2                                  | 4                                  | 2                                  | 11                                 | 10                                 |        |
| 2008             | nem jutott ki                      | nem jutott ki                      | nem jutott ki                      | nem jutott ki                      | nem jutott ki                      | nem jutott ki                      | nem jutott ki                      | nem jutott ki                      | nem jutott ki                      | 4.                                 | 12                                 | 5                                  | 2                                  | 5                                  | 18                                 | 16                                 |        |
| 2012             | Csoportkör                         | 12.                                | 3                                  | 1                                  | 0                                  | 2                                  | 2                                  | 4                                  | Keret                              | rendezőként automatikusan kijutott | rendezőként automatikusan kijutott | rendezőként automatikusan kijutott | rendezőként automatikusan kijutott | rendezőként automatikusan kijutott | rendezőként automatikusan kijutott | rendezőként automatikusan kijutott |        |
| 2016             | Csoportkör                         | 24.                                | 3                                  | 0                                  | 0                                  | 3                                  | 0                                  | 5                                  | Keret                              | 3. (pótselejtező)                  | 12                                 | 7                                  | 2                                  | 3                                  | 17                                 | 5                                  |        |
| 2020             | Negyeddöntő                        | 8.                                 | 5                                  | 2                                  | 0                                  | 3                                  | 6                                  | 10                                 | Keret                              | 1.                                 | 8                                  | 6                                  | 2                                  | 0                                  | 17                                 | 4                                  |        |
| 2024             | Csoportkör                         | 17.                                | 3                                  | 1                                  | 1                                  | 1                                  | 2                                  | 4                                  | Keret                              | 3. (pótselejtező)                  | 10                                 | 6                                  | 2                                  | 2                                  | 15                                 | 10                                 |        |
| 2028             | később                             | később                             | később                             | később                             | később                             | később                             | később                             | később                             | később                             | később                             | később                             | később                             | később                             | később                             | később                             | később                             | később |
| 2032             | később                             | később                             | később                             | később                             | később                             | később                             | később                             | később                             | később                             | később                             | később                             | később                             | később                             | később                             | később                             | később                             | később |
| Összesen         |                                    | 4/9                                | 14                                 | 4                                  | 1                                  | 9                                  | 10                                 | 23                                 | –                                  | Összesen                           | 72                                 | 35                                 | 19                                 | 18                                 | 105                                | 67                                 |        |

### UEFA Nemzetek Ligája
| Csoportkör / Negyeddöntő / Osztályozó | Csoportkör / Negyeddöntő / Osztályozó | Csoportkör / Negyeddöntő / Osztályozó | Csoportkör / Negyeddöntő / Osztályozó | Csoportkör / Negyeddöntő / Osztályozó | Csoportkör / Negyeddöntő / Osztályozó | Csoportkör / Negyeddöntő / Osztályozó | Csoportkör / Negyeddöntő / Osztályozó | Csoportkör / Negyeddöntő / Osztályozó | Csoportkör / Negyeddöntő / Osztályozó | Csoportkör / Negyeddöntő / Osztályozó | Csoportkör / Negyeddöntő / Osztályozó | Egyenes kieséses szakasz | Egyenes kieséses szakasz | Egyenes kieséses szakasz | Egyenes kieséses szakasz | Egyenes kieséses szakasz | Egyenes kieséses szakasz | Egyenes kieséses szakasz | Egyenes kieséses szakasz | Egyenes kieséses szakasz |
| Szezon                                | Liga                                  | Csoport                               | H                                     | M                                     | Gy                                    | D                                     | V                                     | G+                                    | G–                                    | Feljutás/kiesés                       | Helyezés                              | Év                       | Eredmény                 | M                        | Gy                       | D                        | V                        | G+                       | G–                       | Keret                    |
| ------------------------------------- | ------------------------------------- | ------------------------------------- | ------------------------------------- | ------------------------------------- | ------------------------------------- | ------------------------------------- | ------------------------------------- | ------------------------------------- | ------------------------------------- | ------------------------------------- | ------------------------------------- | ------------------------ | ------------------------ | ------------------------ | ------------------------ | ------------------------ | ------------------------ | ------------------------ | ------------------------ | ------------------------ |
| 2018–19                               | B                                     | 1.                                    | 1.                                    | 4                                     | 3                                     | 0                                     | 1                                     | 5                                     | 5                                     | Növekedés                             | 14.                                   | 2019                     | nem jutott be            | nem jutott be            | nem jutott be            | nem jutott be            | nem jutott be            | nem jutott be            | nem jutott be            | nem jutott be            |
| 2020–21                               | A                                     | 4.                                    | 4.                                    | 6                                     | 2                                     | 0                                     | 4                                     | 5                                     | 13                                    | Csökkenés                             | 13.                                   | 2021                     | nem jutott be            | nem jutott be            | nem jutott be            | nem jutott be            | nem jutott be            | nem jutott be            | nem jutott be            | nem jutott be            |
| 2022–23                               | B                                     | 1.                                    | 2.                                    | 6                                     | 3                                     | 2                                     | 1                                     | 10                                    | 4                                     | Állandó                               | 22.                                   | 2023                     | nem jutott be            | nem jutott be            | nem jutott be            | nem jutott be            | nem jutott be            | nem jutott be            | nem jutott be            | nem jutott be            |
| 2024–25                               | B                                     | 3.                                    | 2.                                    | 8                                     | 3                                     | 2                                     | 3                                     | 11                                    | 12                                    | Állandó                               | 24.                                   | 2025                     | nem jutott be            | nem jutott be            | nem jutott be            | nem jutott be            | nem jutott be            | nem jutott be            | nem jutott be            | nem jutott be            |
| 2026–27                               | B                                     |                                       |                                       |                                       |                                       |                                       |                                       |                                       |                                       |                                       |                                       | 2027                     | nem jutott be            | nem jutott be            | nem jutott be            | nem jutott be            | nem jutott be            | nem jutott be            | nem jutott be            | nem jutott be            |
| Összesen                              | Összesen                              | Összesen                              | Összesen                              | 24                                    | 11                                    | 4                                     | 9                                     | 31                                    | 34                                    |                                       |                                       |                          | 0/5                      | –                        | –                        | –                        | –                        | –                        | –                        |                          |

### Az ukrán válogatott eredményei (1992–)
2016. június 21. állapotoknak megfelelően.
| Eredmények (1992–)      | Eredmények (1992–) | Eredmények (1992–) | Eredmények (1992–) | Eredmények (1992–) | Eredmények (1992–) | Eredmények (1992–) | Eredmények (1992–) |
| Ellenfél                | M                  | Gy                 | D                  | V                  | RG                 | KG                 | GK                 |
| ----------------------- | ------------------ | ------------------ | ------------------ | ------------------ | ------------------ | ------------------ | ------------------ |
| Albánia                 | 5                  | 4                  | 1                  | 0                  | 9                  | 3                  | +6                 |
| Andorra                 | 4                  | 4                  | 0                  | 0                  | 17                 | 0                  | +17                |
| Örményország            | 8                  | 5                  | 3                  | 0                  | 17                 | 8                  | +9                 |
| Ausztria                | 2                  | 1                  | 0                  | 1                  | 4                  | 4                  | 0                  |
| Azerbajdzsán            | 2                  | 1                  | 1                  | 0                  | 6                  | 0                  | +6                 |
| Fehéroroszország        | 9                  | 5                  | 3                  | 1                  | 12                 | 5                  | +7                 |
| Bulgária                | 5                  | 3                  | 2                  | 0                  | 7                  | 2                  | +5                 |
| Brazília                | 1                  | 0                  | 0                  | 1                  | 0                  | 2                  | -2                 |
| Kamerun                 | 1                  | 0                  | 1                  | 0                  | 0                  | 0                  | 0                  |
| Kanada                  | 1                  | 0                  | 1                  | 0                  | 2                  | 2                  | 0                  |
| Chile                   | 1                  | 1                  | 0                  | 0                  | 2                  | 1                  | +1                 |
| Costa Rica              | 1                  | 1                  | 0                  | 0                  | 4                  | 0                  | +4                 |
| Horvátország            | 7                  | 1                  | 3                  | 3                  | 5                  | 12                 | -7                 |
| Ciprus                  | 3                  | 1                  | 1                  | 1                  | 5                  | 5                  | 0                  |
| Csehország              | 2                  | 0                  | 1                  | 1                  | 0                  | 4                  | -4                 |
| Dánia                   | 3                  | 1                  | 1                  | 1                  | 2                  | 2                  | 0                  |
| Anglia                  | 7                  | 1                  | 2                  | 4                  | 3                  | 9                  | -6                 |
| Észtország              | 4                  | 4                  | 0                  | 0                  | 10                 | 0                  | +10                |
| Franciaország           | 9                  | 1                  | 3                  | 5                  | 5                  | 14                 | -9                 |
| Feröer                  | 2                  | 2                  | 0                  | 0                  | 7                  | 0                  | +7                 |
| Grúzia                  | 9                  | 6                  | 3                  | 0                  | 16                 | 6                  | +10                |
| Németország             | 6                  | 0                  | 3                  | 3                  | 5                  | 12                 | -7                 |
| Görögország             | 6                  | 2                  | 2                  | 2                  | 4                  | 3                  | +1                 |
| Magyarország            | 2                  | 0                  | 0                  | 2                  | 2                  | 5                  | -3                 |
| Irán                    | 1                  | 0                  | 0                  | 1                  | 0                  | 1                  | -1                 |
| Izland                  | 2                  | 1                  | 1                  | 0                  | 2                  | 1                  | +1                 |
| Izrael                  | 6                  | 2                  | 2                  | 2                  | 7                  | 5                  | +2                 |
| Olaszország             | 7                  | 0                  | 1                  | 6                  | 2                  | 14                 | -12                |
| Japán                   | 2                  | 1                  | 0                  | 1                  | 1                  | 1                  | 0                  |
| Kazahsztán              | 4                  | 4                  | 0                  | 0                  | 9                  | 3                  | +6                 |
| Dél-Korea               | 2                  | 0                  | 0                  | 2                  | 0                  | 3                  | -3                 |
| Lettország              | 3                  | 2                  | 1                  | 0                  | 3                  | 1                  | +2                 |
| Litvánia                | 8                  | 5                  | 1                  | 2                  | 15                 | 8                  | +7                 |
| Líbia                   | 2                  | 1                  | 1                  | 0                  | 4                  | 1                  | +3                 |
| Luxemburg               | 3                  | 3                  | 0                  | 0                  | 9                  | 0                  | +9                 |
| Észak-Macedónia         | 4                  | 2                  | 1                  | 1                  | 3                  | 1                  | +2                 |
| Mexikó                  | 1                  | 0                  | 0                  | 1                  | 1                  | 2                  | -1                 |
| Moldova                 | 5                  | 3                  | 2                  | 0                  | 6                  | 3                  | +3                 |
| Montenegró              | 2                  | 1                  | 0                  | 1                  | 4                  | 1                  | +3                 |
| Hollandia               | 2                  | 0                  | 1                  | 1                  | 1                  | 4                  | -3                 |
| Niger                   | 1                  | 1                  | 0                  | 0                  | 2                  | 1                  | +1                 |
| Észak-Írország          | 5                  | 2                  | 2                  | 1                  | 3                  | 3                  | 0                  |
| Norvégia                | 5                  | 4                  | 1                  | 0                  | 5                  | 0                  | +5                 |
| Lengyelország           | 8                  | 3                  | 2                  | 3                  | 9                  | 9                  | 0                  |
| Portugália              | 2                  | 1                  | 0                  | 1                  | 2                  | 2                  | 0                  |
| Románia                 | 6                  | 2                  | 1                  | 3                  | 10                 | 14                 | -4                 |
| Oroszország             | 2                  | 1                  | 1                  | 0                  | 4                  | 3                  | +1                 |
| San Marino              | 2                  | 2                  | 0                  | 0                  | 17                 | 0                  | +17                |
| Szaúd-Arábia            | 1                  | 1                  | 0                  | 0                  | 4                  | 0                  | +4                 |
| Skócia                  | 2                  | 1                  | 0                  | 1                  | 3                  | 3                  | 0                  |
| Szerbia                 | 4                  | 4                  | 0                  | 0                  | 7                  | 1                  | +6                 |
| Szlovákia               | 5                  | 1                  | 3                  | 1                  | 5                  | 5                  | 0                  |
| Szlovénia               | 6                  | 1                  | 3                  | 2                  | 7                  | 7                  | 0                  |
| Spanyolország           | 5                  | 0                  | 1                  | 4                  | 3                  | 10                 | -7                 |
| Svájc                   | 2                  | 0                  | 2                  | 0                  | 2                  | 2                  | 0                  |
| Svédország              | 4                  | 2                  | 1                  | 1                  | 4                  | 3                  | +1                 |
| Tunézia                 | 1                  | 1                  | 0                  | 0                  | 1                  | 0                  | +1                 |
| Törökország             | 6                  | 1                  | 1                  | 4                  | 5                  | 9                  | -4                 |
| Egyesült Arab Emírségek | 1                  | 0                  | 1                  | 0                  | 1                  | 1                  | 0                  |
| Egyesült Államok        | 4                  | 3                  | 1                  | 0                  | 5                  | 1                  | +4                 |
| Uruguay                 | 1                  | 0                  | 0                  | 1                  | 2                  | 3                  | -1                 |
| Üzbegisztán             | 2                  | 2                  | 0                  | 0                  | 4                  | 1                  | +3                 |
| Wales                   | 4                  | 2                  | 2                  | 0                  | 3                  | 1                  | +2                 |
| Összesen                | 219                | 102                | 59                 | 59                 | 309                | 210                | +99                |

## Mezek a válogatott története során
Az ukrán válogatott tradicionális szerelése a sárga mez, sárga nadrág és sárga sportszár. A váltó szerelés pedig kék mez, kék nadrág és kék sportszár.
Hazai
| 2004 | 2006 | 2008 | 2009 | 2010 | 2012 |

| 2014 | 2016 |

Vendég
| 2004 | 2006 | 2008 | 2009 | 2010 | 2012 |

| 2014 | 2016 |

## Játékosok

### Játékoskeret
A következő 26 játékos kapott meghívást Andrij Sevcsenkotól a 2020-as Európa-bajnokságra.
A pályára lépesek és a gólok száma 2021. június 17-i  Észak-Macedónia elleni mérkőzés után lett frissítve.
| Szám          | Poszt   | Név                  | Születési dátum / Kor          | Válogatottság | Gólok   | Klub             |         |         |         |
| Kapusok       | Kapusok | Kapusok              | Kapusok                        | Kapusok       | Kapusok | Kapusok          | Kapusok | Kapusok | Kapusok |
| ------------- | ------- | -------------------- | ------------------------------ | ------------- | ------- | ---------------- | ------- | ------- | ------- |
| 1             | K       | Heorij Buscsan       | 1994. május 31. (31 éves)      | 8             | 0       | Dinamo Kijiv     |         |         |         |
| 12            | K       | Andrij Pjatov        | 1984. június 28. (41 éves)     | 97            | 0       | Sahtar Doneck () |         |         |         |
| 23            | K       | Anatolij Trubin      | 2001. augusztus 1. (24 éves)   | 2             | 0       | Sahtar Doneck    |         |         |         |
| Védők         |         |                      |                                |               |         |                  |         |         |         |
| 2             | V       | Eduard Sobol         | 1995. április 20. (30 éves)    | 20            | 1       | Club Brugge      |         |         |         |
| 4             | V       | Szerhij Krivtszov    | 1991. március 15. (34 éves)    | 23            | 0       | Sahtar Doneck    |         |         |         |
| 13            | V       | Illja Zabarnyi       | 2002. szeptember 1. (22 éves)  | 9             | 0       | Dinamo Kijiv     |         |         |         |
| 16            | V       | Vitalij Mikolenko    | 1999. május 29. (26 éves)      | 16            | 0       | Dinamo Kijiv     |         |         |         |
| 21            | V       | Olekszandr Karavajev | 1992. június 2. (33 éves)      | 34            | 1       | Dinamo Kijiv     |         |         |         |
| 22            | V       | Mikola Matvijenko    | 1996. május 2. (29 éves)       | 37            | 0       | Sahtar Doneck    |         |         |         |
| 24            | V       | Olekszandr Timcsik   | 1997. január 20. (28 éves)     | 4             | 0       | Dinamo Kijiv     |         |         |         |
| 25            | V       | Denisz Popov         | 1999. február 17. (26 éves)    | 1             | 0       | Dinamo Kijiv     |         |         |         |
| Középpályások |         |                      |                                |               |         |                  |         |         |         |
| 3             | KP      | Heorhij Szudakov     | 2002. szeptember 1. (22 éves)  | 3             | 19      | Sahtar Doneck    |         |         |         |
| 5             | KP      | Szerhij Szidorcsuk   | 1991. május 2. (34 éves)       | 38            | 3       | Dinamo Kijiv     |         |         |         |
| 6             | KP      | Tarasz Sztepanenko   | 1989. augusztus 8. (35 éves)   | 63            | 3       | Sahtar Doneck    |         |         |         |
| 7             | KP      | Andrij Jarmolenko    | 1989. október 23. (35 éves)    | 96            | 42      | West Ham United  |         |         |         |
| 10            | KP      | Mikola Saparenko     | 1998. október 4. (26 éves)     | 14            | 0       | Dinamo Kijiv     |         |         |         |
| 11            | KP      | Marlos               | 1998. június 7. (27 éves)      | 26            | 0       | Sahtar Doneck    |         |         |         |
| 14            | KP      | Jevhenij Makarenko   | 1991. május 21. (34 éves)      | 12            | 0       | Kortrijk         |         |         |         |
| 15            | KP      | Viktor Cihankov      | 1997. november 15. (27 éves)   | 27            | 6       | Dinamo Kijiv     |         |         |         |
| 17            | KP      | Olekszandr Zincsenko | 1996. december 15. (28 éves)   | 41            | 6       | Manchester City  |         |         |         |
| 18            | KP      | Roman Bezusz         | 1990. szeptember 26. (34 éves) | 23            | 5       | Gent             |         |         |         |
| 20            | KP      | Olekszandr Zubkov    | 1996. augusztus 3. (29 éves)   | 12            | 1       | Ferencvárosi TC  |         |         |         |
| Csatárok      |         |                      |                                |               |         |                  |         |         |         |
| 9             | CS      | Roman Jaremcsuk      | 1996. április 23. (29 éves)    | 26            | 10      | Gent             |         |         |         |
| 19            | CS      | Artem Bjeszjegyin    | 1996. március 31. (29 éves)    | 17            | 2       | Dinamo Kijiv     |         |         |         |
| 26            | CS      | Artem Dovbik         | 1997. június 21. (28 éves)     | 2             | 0       | Dnyipro-1        |         |         |         |

### A válogatottban legtöbbször pályára lépő játékosok

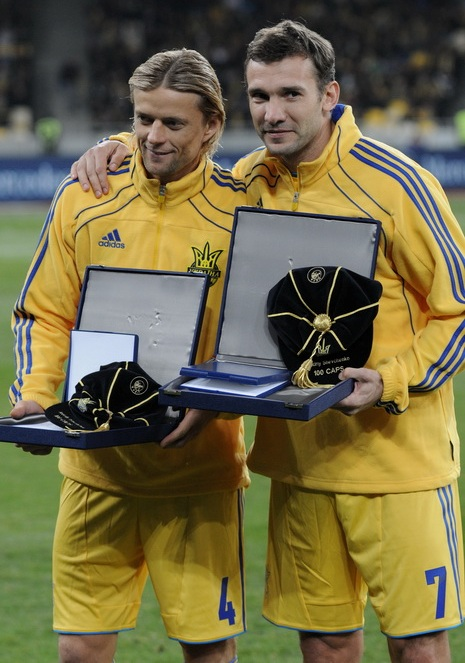
Anatolij Timoscsuk és Andrij Sevcsenko emlékplakettet kaptak az UEFA-tól 2011-ben a 100. válogatottságuk tiszteletére. Az első és a második legtöbbször pályára lépő játékos az ukrán válogatott történetében.

Az adatok 2021. június 17. állapotoknak felelnek meg.
| #   | Név                    | Időszak   | Vál. | Gól |
| --- | ---------------------- | --------- | ---- | --- |
| 1.  | Anatolij Timoscsuk     | 2000–2016 | 144  | 4   |
| 2.  | Andrij Sevcsenko       | 1995–2012 | 111  | 48  |
| 3.  | Ruszlan Rotany         | 2003–2018 | 100  | 8   |
| 4.  | Oleh Huszjev           | 2003–2016 | 98   | 13  |
| 5.  | Andrij Pjatov          | 2007–     | 97   | 0   |
| 6.  | Andrij Jarmolenko      | 2009–     | 97   | 43  |
| 7.  | Olekszandr Sovkovszkij | 1994–2012 | 92   | 0   |
| 8.  | Jevhen Konopljanka     | 2010–     | 86   | 21  |
| 9.  | Szerhij Rebrov         | 1992–2006 | 75   | 15  |
| 10. | Andrij Voronyin        | 2002–2012 | 74   | 8   |

* A félkövéren írt játékosok ma is aktívak.

### A válogatottban legtöbb gólt szerző játékosok

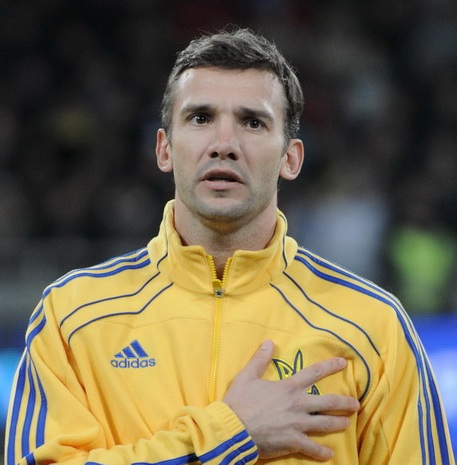
Andrij Sevcsenko 48 góllal az ukrán válogatott történetének legeredményesebb játékosa.

Az adatok 2021. június 17. állapotoknak felelnek meg.
| #  | Név                | Időszak   | Gól | Vál. |
| 1. | Andrij Sevcsenko   | 1995–2012 | 48  | 111  |
| 2. | Andrij Jarmolenko  | 2009–     | 43  | 97   |
| 3. | Jevhen Konopljanka | 2010–     | 21  | 86   |
| 4. | Szerhij Rebrov     | 1992–2006 | 15  | 75   |
| 5. | Oleh Huszjev       | 2003–2016 | 13  | 98   |
| 6. | Szerhij Nazarenko  | 2003–2012 | 12  | 56   |
| 7. | Jevhen Szeleznyov  | 2008–2018 | 11  | 58   |
| 8. | Roman Jaremcsuk    | 2018–     | 9   | 27   |
| 8. | Andrij Vorobej     | 2000–2008 | 9   | 68   |
| 8. | Andrij Huszin      | 1993–2006 | 9   | 71   |

* A félkövéren írt játékosok ma is aktívak.

## Stadion

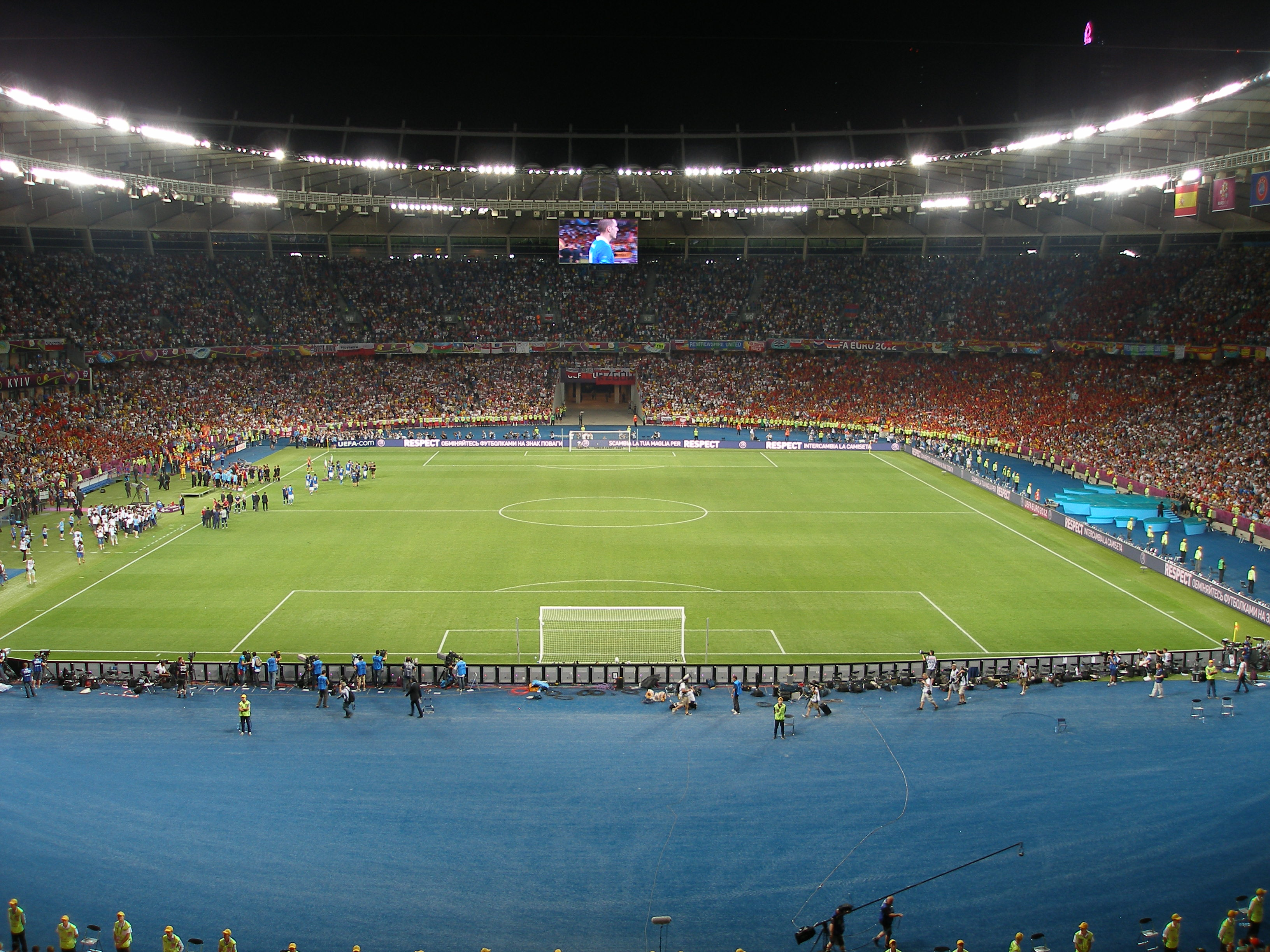
Olimpiai Stadion

Hazai mérkőzéseiket leggyakrabban a kijevi Olimpiai Stadionban rendezik. A legnagyobb stadionnak számít Ukrajnában és a moszkvai Luzsnyiki Stadion után a második legnagyobb Kelet-Európában. Itt játszották a 2012-es labdarúgó-Európa-bajnokság döntőjét.
Az Európa-bajnokságon két mérkőzést játszott a ukrán csapat a Donbasz Arénában, Doneckben. Újabban a Lvivben található Aréna Lviv is több mérkőzésnek adott otthont.

## Lásd még
- Ukrán U21-es labdarúgó-válogatott
- Ukrán női labdarúgó-válogatott